# Jan Garbarek
Jan Garbarek (Mysen, 4 de março de 1947) é um saxofonista de jazz norueguês.
Um dos mais importantes saxofonistas dos anos 1970 e 1980, em parte por sua contribuição ao quarteto europeu de Keith Jarrett, mas sobretudo pela criação de uma estética que privilegia a melodia e a sensibilidade, assim como pela mistura bem sucedida com a world music. Garbarek tornou-se de facto uma figura do jazz "europeu", atento ao silêncio e à lentidão.
É filho de Czeslaw Garbarek, um antigo prisioneiro de guerra polonês, e da filha de um fazendeiro norueguês. Efetivamente sem nacionalidade até os sete anos (a aquisição de cidadania não é automática na Noruega) Garbarek cresceu em Oslo. Aos 21 anos, casou-se com Vigdis. É pai da cantora Anja Garbarek.

## Principais gravações
- Jazz Moments (1966) com Karin Krog
- Til Vigdis (1967)
- Joy (1968) com Karin Krog
- Esoteric Circle (1969)
- Afric Pepperbird (1970)
- Trip to Pillargui (1970) com George Russell Sextet
- Listen to the Silence (1971) com George Russell
- Terje Rypdal (1971) com Terje Rypdal
- Sart (1971) com Terje Rypdal
- Hav (1971) com Jan Erik Vold e Terje Rypdal
- Triptykon (1972)
- Witchi-Tai-To (1973)
- Red Lanta (1973) com Art Lande
- Belonging (1974) com Keith Jarrett
- Luminessence (1974) com Keith Jarrett
- Solstice (1974) com Ralph Towner

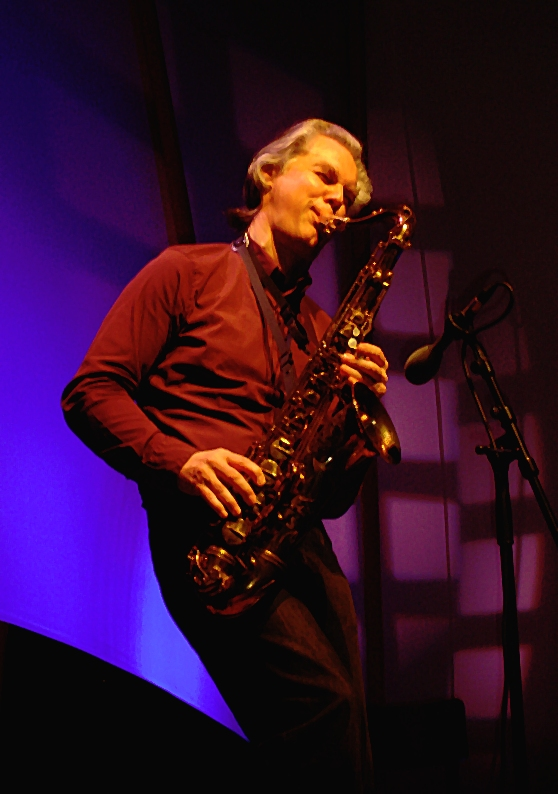
Garbarek em concerto, 2007

- Dansere (1975) com Bobo Stenson Quartet
- Arbour Zena (1975) com Keith Jarrett
- Dis (1976) com Ralph Towner
- Places (1977)
- Of Mist And Melting (1977) com Bill Connors
- December Poems (1977) com Gary Peacock
- Deer Wan (1977) com Kenny Wheeler
- Sol Do Meio Dia (1977) com Egberto Gismonti
- Sound And Shadows (1977) com Ralph Towner
- My Song (1977) com Keith Jarrett
- Photo With Blue Sky, White Cloud, Wires, Windows and a Red Roof (1978) com Bill Connors
- Personal Mountains (1979) com Keith Jarrett
- Folk Songs (1979) com Egberto Gismonti e Charlie Haden
- Mágico (1979) com Egberto Gismonti e Charlie Haden
- Aftenland (1979) com Kjell Johnsen
- Nude Ants (1979) com Keith Jarrett
- Eventyr (1980)
- Paths, Prints (1981) com Bill Frisell
- Voice from the Past Paradigm (1981) com Gary Peacock
- Cycles (1981) com David Darling
- Wayfarer (1983) com Bill Frisell com Eberhard Weber
- Vision (1983) com L. Shankar
- It's OK To Listen To The Gray Voice (1984)
- Chorus (1984) com Eberhard Weber
- Song For Everyone (1984) com L. Shankar
- All Those Born With Wings (1986)
- Making Music (1986) com Zakir Hussain
- Guamba (1987) com Gary Peacock
- Legend Of The Seven Dreams (1988)
- Rosensfole (1989) com Agnes Buen Garnås
- Living Magic (1990) com Trilok Gurtu
- I Took Up The Runes (1990)
- StAR (1991) com Miroslav Vitous
- Alpstein (1991) com Paul Giger
- Music For Films (1991) com Eleni Karaindrou
- Ragas and Sagas (1992) com Nusrat Fateh Ali Khan
- Twelve Moons (1992)
- Atmos (1993) com Miroslav Vitous
- Madar (1993) com Anouar Brahem and Shaukat Hussain
- Officium (1994) com Hilliard Ensemble
- Visible World (1995)
- Caris Mere (1995) com a Stuttgart Chamber Orchestra
- Rites (1998)
- Mnemosyne (1999) com Hilliard Ensemble
- Monodia (2002) com Kim Kashkashian
- Universal Syncopations (2003) com Miroslav Vitous
- In Praise of Dreams (2003)
- Neighbourhood (2006) com Manu Katché
- Stages Of A Long Journey (2007) com Eberhard Weber
- Elixir (2007) com Marilyn Mazur